# Bataille de Placilla
Guerre civile chilienne de 1891
Batailles
- Zapiga
- Alto Hospicio
- Punitaqui
- Pisagua
- Dolores
- Huara
- Pozo Almonte
- Calderilla (naval)
- Concón
- Placilla

La bataille de Placilla est livrée le 28 août 1891 pendant la guerre civile chilienne de 1891. Dernière bataille du conflit et l'une des plus sanglantes de l'histoire militaire chilienne, elle voit les troupes rebelles du congrès attaquer les troupes loyales au président José Manuel Balmaceda Fernández et remporter une victoire décisive qui leur ouvre les portes de Valparaiso. Comprenant que sa cause est perdue, Balmaceda se suicide le 18 septembre;

## Sources
- (en) Salvatore Bizzarro, Historical dictionary of Chile, Metuchen, N.J, Scarecrow Press, coll. « Latin American historical dictionaries » (no 7), 1972, 309 p. (ISBN 978-0-8108-0497-5)
- (en) Robert L. Scheina, Latin America's wars, vol. 1 : The age of the Caudillo, 1971-1899, Washington, D.C, Brassey's, Inc, 2003, 569 p. (ISBN 978-1-57488-450-0 et 978-1-574-88449-4)
- (es) Agustín Toro Dávila, Síntesis histórico militar de Chile, Santiago, Editorial Universitaria, coll. « Imagen de Chile », 1988, 3e éd., 374 p. (ISBN 978-84-8340-256-6)